# Terezínská fotbalová liga

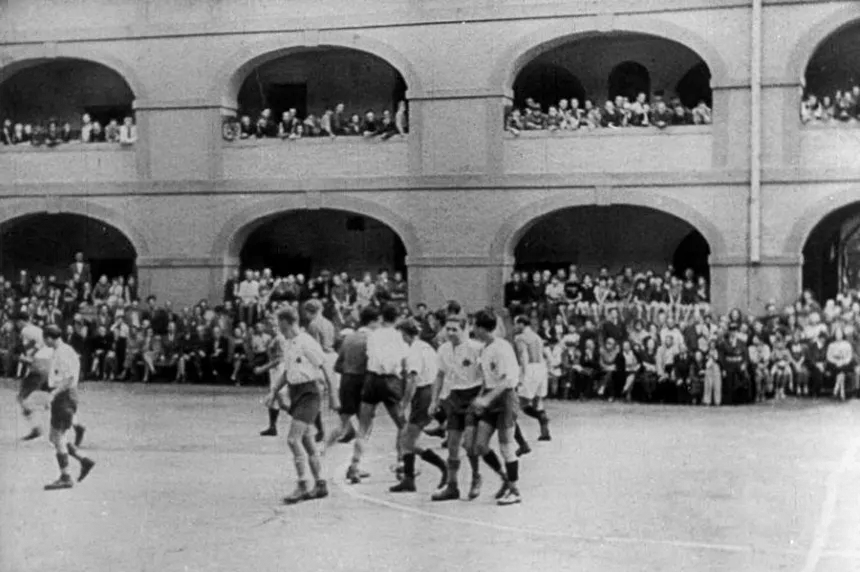
Fotbalisté vstupují na dvůr kasáren

Terezínská fotbalová liga (též Terezínská liga) byla soutěž fotbalových týmů v ghettu Terezín. Probíhala od roku 1943 do roku 1944. Pro terezínské vězně byl fotbal obrovskou posilou, udržoval v nich naději a víru, že dokáží překonat hrůzy věznění. V roce 1944 byla liga zneužita v propagandistickém filmu Vůdce daroval Židům město.

## Založení ligy
Fotbal se v ghettu Terezín zprvu hrál na kasárenských dvorech a travnatých plochách jednotlivých bašt. Se vzrůstajícím zájmem však bylo žádoucí vytvořit organizaci, která by dala fotbalovému živlu nějaký řád a formu. 6. března 1943 se za předsednictví Otto Margolia sešli zástupci jednotlivých družstev a založili ligovou a divizní soutěž.

## Pravidla ligy
Liga byla jednokolová a měla dvě části: jarní a podzimní, mistr tak byl vyhlašován dvakrát do roka. Hrálo se na dvorech Drážďanských kasáren a Magdeburských kasáren, takže rozměry hřiště byly 80 x 40 metrů. Družstva tak byla pouze sedmičlenná. Hrací doba byla 2 x 35 minut a branky byly jen o něco širší než při házené.
Přestupový termín byl stanoven na každé pondělí od 10 do 14 hodin. Časté transporty vězňů z terezínského ghetta do koncentračních a vyhlazovacích táborů na území dnešního Polska a Německa se nevyhýbaly ani hráčům ligy, týmy tak zanikaly a zbylí hráči přestupovali do ostatních družstev.

## Účastníci soutěží
Jména měly týmy většinou podle svého pracovního zařazení: např. Kuchaři (Köche), Sklad použitého textilu (Kleiderkammer), Zahradníci (Gärtner), Péče o mládež (Jugendfürsorge). Dále se soutěží zúčastňovala družstva s klasickými jmény: např. Union, Star, Maccabi Praha, FC Wien. Některé týmy nosily jména svých sponzorů: např. MUDr. Neumanna nebo Parilla. Družstva mládeže se nazývala např. Punťa, Bobři nebo Arsenal.

## Průběh a výsledky prvního ročníku
Nejvyšší soutěže se v 1. ročníku na jaře 1943 zúčastnilo 10 týmů, bylo odehráno 36 zápasů a padlo 329 branek. Prvním vítězem se stal tým Sklad použitého textilu, který ani jednou neprohrál. Skladníci hráli ve složení Popper-Pavel – Rosenstein, Herrmann – Bleyer – Roubíček, Schrötter, „Naci“ Fischer.
| Tým                        | Zápasy | Výhry | Remízy | Prohry | Skóre | Body |
| 1. Sklad použitého textilu | 9      | 6     | 3      | 0      | 36:15 | 15   |
| 2. Kuchaři                 | 9      | 6     | 0      | 3      | 60:18 | 12   |
| 3. Hagibor Praha           | 9      | 5     | 2      | 2      | 33:23 | 12   |
| 4. Zahradníci              | 9      | 5     | 2      | 2      | 31:24 | 12   |
| 5. Stáž Ghetta             | 9      | 5     | 1      | 3      | 44:22 | 11   |
| 6. Elektrikáři             | 9      | 4     | 2      | 3      | 30:35 | 10   |
| 7. Péče o mládež           | 9      | 3     | 2      | 4      | 31:33 | 8    |
| 8. Hagibor Terezín         | 9      | 2     | 0      | 7      | 29:48 | 4    |
| 9. FC Wien                 | 9      | 2     | 0      | 7      | 20:50 | 4    |
| 10. SC Linden              | 9      | 0     | 0      | 9      | 15:63 | 0    |

## Další soutěže
Současně s ligou se v ghettu Terezín hrály i další soutěže: nižší soutěží byla divize, hrálo se ale i o pohár a superpohár ghetta. V přátelských zápasech se mezi sebou utkala například i družstva Čech a Moravy nebo Prahy a Vídně.

## Slavní hráči

### Paul „Aule“ Mahrer
Paul Mahrer (1900–1985) byl nejvýraznějším fotbalistou ligy. Bývalý reprezentant a hráč DFC Prag a Teplitzer FK se stal ve 43 letech hrajícím trenérem týmu Řezníků, jemuž výrazně pomohl k vítězství v Poháru terezínského ghetta 1943. Po osvobození odešel za svojí manželkou a syny do USA.

### Vilém Schick
Vilém Schick (1920–2010) hrál v obraně týmu Kuchařů. Bývalý hráč DFC Prag. Po válce emigroval do Německa, kde hrál za TSV München 1860. Po ukončení kariéry odešel do USA.

### Jiří Popper-Pavel
Jiří Pavel (1926–2011), bratr slavného spisovatele Oty Pavla, byl brankářem týmu Sklad použitého textilu, s nímž vyhrál první ročník ligy.

### Jiří Taussig-Tesař
Jiří Taussig (1919–2010), bývalý dorostenecký reprezentant Československa, byl od roku 1943 brankářem týmu Sklad použitého textilu. Po válce odchytal 11 prvoligových utkání za Čechii Karlín a po únorovém převratu emigroval do USA.

## Poslední zápas
Poslední utkání Terezínské fotbalové ligy se odehrálo 26. srpna 1944 v Drážďanských kasárnách. Tým Péče o mládež v něm porazil družstvo Špedice 2:1 a získal tak poslední titul mistra ligy.